# Semboja
Semboja is een bestuurslaag in het regentschap Tegal van de provincie Midden-Java, Indonesië. Semboja telt 2885 inwoners (volkstelling 2010).